# Nick Taylor (squash)
Pour les articles homonymes, voir Taylor.
Nick Taylor, né le 24 septembre 1971 à Oldham, est un joueur professionnel de squash représentant l'Angleterre. Il atteint en janvier 2001 la quatorzième place mondiale sur le circuit international, son meilleur classement.
En plus de sa propre académie d'entraînement à Manchester, il fait également partie de l'équipe d'entraîneurs de l'association anglaise de squash. Il est entraîneur-chef à Jersey de 2008 à 2017 avant de devenir  responsable du Squash à l'INFINITUM Squash à Sudbury aux États-Unis,. Avec l'équipe de Jersey, il participe à plusieurs championnats d'Europe en tant que entraîneur de joueurs, ainsi qu'aux Jeux du Commonwealth. Il remporte plusieurs médailles pour Jersey aux Jeux de l'île. Il remporte également plusieurs titres aux championnats des Îles Anglo-Normandes.

## Palmarès

### Titres
- Windy City Open : 2002
- Motor City Open : 2002
- Championnats d'Europe par équipes : 2 titres (1997, 2001)

### Finales
- Championnats britanniques : 2 finales (1995, 2001)